# Hedyotis rhinophylla
Hedyotis rhinophylla är en måreväxtart som beskrevs av Thwaires och Henry Trimen. Hedyotis rhinophylla ingår i släktet Hedyotis och familjen måreväxter. Inga underarter finns listade i Catalogue of Life.